# Danby (North Yorkshire)
Danby è un villaggio e parrocchia civile dell'Inghilterra, appartenente alla contea del North Yorkshire.